# Lithurgus cornutus
Lithurgus cornutus là một loài Hymenoptera trong họ Megachilidae. Loài này được Fabricius mô tả khoa học năm 1787.